# Ephraim Kishon
Ephraim Kishon, Efrajjim Kiszon (hebr. אפרים קישון, ur. 23 sierpnia 1924 w Budapeszcie, zm. 29 stycznia 2005 w Appenzell) – izraelski pisarz, satyryk, felietonista, reżyser.

## Życiorys
Urodził się w 1924 w Budapeszcie jako Ferenc Hoffmann. W czasie II wojny światowej był więziony w niemieckich obozach koncentracyjnych. Uciekł z transportu do obozu zagłady w Sobiborze i ukrywał się jako słowacki robotnik. Po wojnie wrócił na Węgry i zmienił nazwisko z niemieckobrzmiącego Hoffmann na Kishont. W ucieczce przed reżimem komunistycznym uciekł w 1949, wraz ze swą pierwszą żoną Ewą (Chawa) Klamer do Izraela. Na granicy oficer izraelski oficjalnie zhebraizował jego imię i nazwisko – Ephraim Kishon.
Kishon pisał wyłącznie w języku nowohebrajskim, dając w ten sposób wyraz swojemu patriotyzmowi. Po rozwodzie z Ewą Kishon ożenił się ponownie w 1959 z pianistką Sarą Lipovitz. Od 1981 miał drugi dom w Szwajcarii. Przez trzydzieści lat pisywał do różnych gazet izraelskich satyryczne felietony, które zbierane w tomy tłumaczone były na różne języki. Za ironię losu uważał fakt, że wielką popularnością cieszył się w Niemczech.
Po śmierci drugiej żony w 2002 ożenił się z austriacką pisarką Lisą Witasek. Ephraim Kishon miał troje dzieci: Raphaela (ur. 1957), Amira (ur. 1963) i Renanę (ur. 1968). Pisarz zmarł w swym domu w Szwajcarii, przyczyną śmierci był atak serca. Ciało przewieziono i pochowano na Cmentarzu Trumpeldor w Tel Awiwie.
Ephraim Kishon był autorem książek przetłumaczonych na blisko 40 języków. W 1950 otrzymał izraelską Nagrodę Sokołowa, którą honoruje się wybitnych dziennikarzy, 1998 Nagrodę Bialika, zaś w 2002 państwową Nagrodę Izraela za całokształt twórczości.

## Publikacje
Po polsku ukazały się następujące jego książki:
- A fe, Dawidzie, tłum. z niemieckiego Krzysztof Jachimczak(inne języki), Kraków 1994 ISBN 83-85541-74-8
- Abraham nic tu nie zawinił: 66 opowiadań satyrycznych, tłum. z niemieckiego Jan A. Piekarz, Kraków 1994 ISBN 83-85541-64-0
- Jedzenie jest moim ulubionym daniem: satyry zebrane o drugiej z najpiękniejszych rzeczy na świecie, tłum. z niemieckiego Wawrzyniec Sawicki Kraków 1996 ISBN 83-08-02623-0
- W tył zwrot, pani Lot!, tłum. z niemieckiego Stanisław Lewański, Wrocław 1988 ISBN 83-7023-012-1
- Wybór opowiadań, tłum. z niemieckiego Zofia Brzostowska, Lublin 1988
- Z zapisków podatnika: bilans satyryczny, tłum. z niemieckiego Ryszard Wojnakowski, Kraków 1994 ISBN 83-85541-69-1

## Filmografia

### Nagrody filmowe
Scenariusze Kishona dwukrotnie zostały nagrodzone podczas międzynarodowych festiwali. W 1964 podczas Międzynarodowego Festiwalu Filmowego w San Francisco otrzymał Golden Gate Award za scenariusz do filmu komediowego Sallah Shabati. Film ten, którego zresztą Kishon był reżyserem był nominowany do Oscara w 1965 w kategorii dla najlepszego filmu nieanglojęzycznego. W 1985 uhonorowano go Złotą Kamerą za scenariusze do filmów: Te'alat Blaumilch z 1970 (nominacja do Złotego Globu w 1970 dla najlepszego filmu zagranicznego) oraz Ha-Shu'al B'Lool Hatarnagalot z 1978.

### Wybrane filmy
- 1964 – Sallah Shabati (סאלח שבתי): reżyseria, scenariusz
- 1967 – Ervinka (ארבינקא): reżyseria, scenariusz, obsada aktorska
- 1969 – Te'alat Blaumilch (תעלת בלאומילך – Kanał Blaumilcha): reżyseria, scenariusz
- 1970 – Ha-Shoter Azulai (השוטר אזולאי – Policjant Azulaj): reżyseria, scenariusz, obsada aktorska
- 1971 – The Going Up of David Lev: scenariusz
- 1978 – Ha-Shu'al B'Lool Hatarnagalot (השועל בלול התרנגולות – Lis w kurniku): reżyseria, scenariusz